# Langebrück

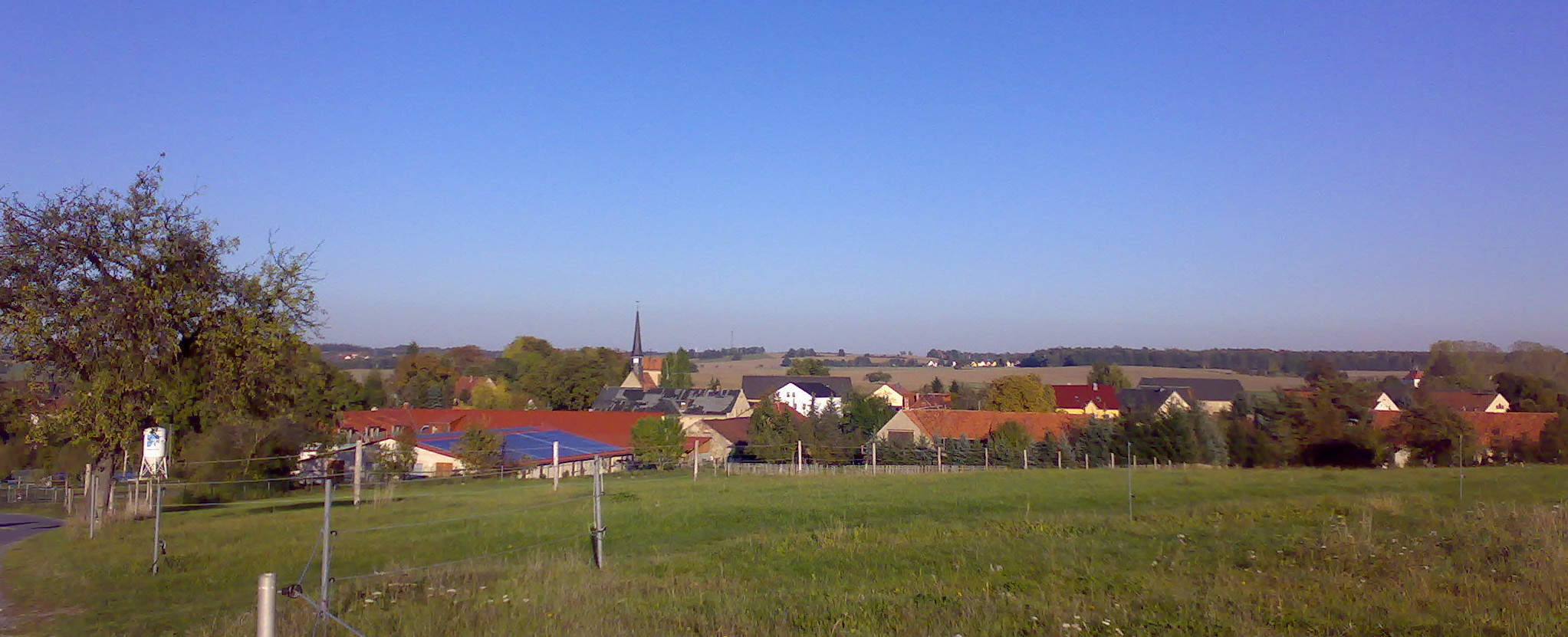
Langebrücker Unterdorf

Die Ortschaft Langebrück ist ein Stadtteil von Dresden. Sie liegt im Norden der Landeshauptstadt und grenzt an die Dresdner Heide. Langebrück hat einen Bahnhof an der Strecke Dresden–Bautzen–Löbau–Görlitz.

## Geografie

### Lage
Langebrück liegt am westlichen Rand des Naturraums Westlausitzer Hügel- und Bergland, am nördlichen Rand der Dresdner Heide. Durch den Ort verläuft der Rote Graben, der im späteren Verlauf in Grünberg in die Große Röder mündet.

### Nachbarorte und -regionen
| Lausa Weixdorf | Hermsdorf Grünberg                          | Schönborn Liegau-Augustusbad |
| Klotzsche      | Kompassrose, die auf Nachbargemeinden zeigt | Radeberg                     |
| Dresdner Heide | Dresdner Heide                              | Dresdner Heide               |

## Geschichte
Die Gründung des Ortes geht auf die Zeit um 1200 zurück. Damals wanderten Bauern aus den westlichen fränkischen Gebieten in den bisher slawischen Siedlungsraum ein. Die erste urkundliche Erwähnung Langebrücks stammt aus dem Jahr 1288 als „Langenbruke“.
Langebrück erhielt einen, damals außerhalb des damaligen Dorfes gelegenen, Haltepunkt an der am 17. November 1845 eröffneten ersten Teilstrecke Dresden – Radeberg der Sächsisch-Schlesischen Eisenbahn (Strecke Dresden–Bautzen–Löbau–Görlitz). Dieser ist 1886 mit dem Bau eines Fußgängertunnels zur Unterquerung der Gleise und ab 1898 mit dem Baubeginn des Güterbahnhofes zu einem Bahnhof ausgebaut worden.
Mit der Anbindung an das Eisenbahnnetz und der bequemen Erreichbarkeit von Dresden aus entstand ab Mitte des 19. Jahrhunderts das „Villenviertel“ südlich des alten Dorfkernes. Pensionen und Landhäuser wohlhabender Bürger machten Langebrück um die Jahrhundertwende zur zweitreichsten Gemeinde in Sachsen. Langebrück erhielt nun auch offiziell den Titel eines Kurbades. 1906 legte die Gemeinde das erste, 1912 das noch heute bestehende Waldbad Langebrück (bis 1952 „Germania-Bad“) an. Erst 1947 wurde der Status Luftkurort amtlich gestrichen, dieser Titel wird jedoch erneut angestrebt.
Langebrück besteht heute aus dem landwirtschaftlich geprägten Unterdorf und dem ab dem 19. Jahrhundert entstandenen Oberdorf mit Villencharakter. In den 1930er Jahren entstand als weitere Ortslage der Heidehof, im Wesentlichen eine Einfamilienhaussiedlung. Der Heidehof erfuhr in den 1990er Jahren eine deutliche Erweiterung durch Einfamilien- und Reihenhäuser. Zum 1. Januar 1996 wurde die zuvor eigenständige Gemeinde Schönborn nach Langebrück eingemeindet und erhielt den Status einer Ortschaft.
1999 wurde die Gemeinde Langebrück in die sächsische Landeshauptstadt Dresden als Ortschaft eingemeindet. Gleichzeitig wurde Schönborn aus Langebrück wieder ausgegliedert und kam als eigene Ortschaft nach Dresden. Allerdings bilden beide zusammen noch heute den gemeinsamen statistischen Stadtteil Langebrück/Schönborn. Langebrück gehört auch nach der Eingemeindung nach Dresden zum Radeberger Land.

### Ortsname
Genau geklärt ist die Herkunft des Namens Langebrück nicht. Vermutlich leitet sich die Bezeichnung „Langenbrugk“ von dem altdeutschen Wort Brugk (Bruch) ab, was so viel wie langer Sumpf bedeutet. Eine weitere Version besagt, dass der damals genannte Ortsname „Langenbruke“ wahrscheinlich auf eine lange Brücke oder einen längeren Knüppeldamm oder Bohlenweg über ein Sumpfgebiet zurückzuführen ist.

### Einwohnerentwicklung
| Jahr | Einwohner |
| ---- | --------- |
| 1900 | 2.113     |
| 1925 | 2.867     |
| 1930 | 3.000     |
| 1939 | 3.510     |
| 1946 | 4.246     |
| 1964 | 4.037     |
| 1971 | 3.950     |
| 1981 | 3.450     |

| Jahr | Einwohner |
| ---- | --------- |
| 1990 | 3.020     |
| 1991 | 2.946     |
| 1992 | 2.927     |
| 1993 | 3.003     |
| 1994 | 3.242     |
| 1995 | 3.444     |
| 1999 | 3.682     |

| Jahr | Einwohner |
| ---- | --------- |
| 2003 | 3.713     |
| 2006 | 3.719     |
| 2007 | 3.700     |
| 2008 | 3.660     |
| 2009 | 3.682     |

| Jahr | Einwohner |
| ---- | --------- |
| 2010 | 3.651     |
| 2011 | 3.662     |
| 2012 | 3.704     |
| 2013 | 3.714     |
| 2014 | 3.856     |
| 2015 | 3.894     |
| 2016 | 3.902     |
| 2017 | 3.913     |
| 2018 | 3.870     |
| 2019 | 3.837     |

| Jahr | Einwohner |
| ---- | --------- |
| 2020 | 3.840     |
| 2021 | 3.823     |

## Politik

### Ortschaftsrat
| Ortschaftsratswahl Langebrück 2024Wahlbeteiligung: 81,2 % 403020100 39,1 %15,4 %16,7 %8,0 %4,3 %3,4 %6,5 %6,6 % CDUGrüneAfDFDPLinkeSPDFSFWGewinne und Verlusteim Vergleich zu 2019 %p 8 6 4 2 0 −2 −4 −6 −8+3,7 %p−4,0 %p+1,8 %p−6,3 %p−6,0 %p−2,3 %p+6,5 %p+6,6 %pCDUGrüneAfDFDPLinkeSPDFSFW | Sitzverteilung im Ortschaftsrat Langebrück seit 04.02.2025Insgesamt 9 Sitze - Grüne: 1 - CDU: 4 - FDP: 1 - FW: 1 - AfD: 2 - FS: 0 |

Die Stimmauszählung steht im Zentrum der Dresdner Stimmzettelmanipulationen 2024. Der hohe Anteil für die Freien Sachsen beruht auf Fälschungen, die nicht sofort erkannt wurden. Die Landesdirektion Sachsen hatte nach juristischer Prüfung die weitere Gültigkeit der Kommunalwahl bestätigt. Auswirkungen auf die Sitzverteilungen im Stadtrat sowie im Landtag gebe es nicht. Der Beschuldigte ist wegen Wahlfälschung und versuchter Brandstiftung an einer geplanten Asylbewerberunterkunft in Dresden-Klotzsche festgenommen worden.
Seit dem 4. Februar 2025 ist das Mitglied der Freien Sachsen aus dem Ortschaftsrat ausgeschieden. Sein Sitz bleibt unbesetzt, da es keinen Listenkandidat zum Nachrücken gibt.

### Städtepartnerschaft
Seit dem 3. Oktober 1990 besteht eine Städtepartnerschaft mit der baden-württembergischen Gemeinde Neulußheim.

## Langebrücker Saugarten
Der Saugarten ist der am besten erhaltene und größte der vier Saugärten in der Dresdner Heide. Er liegt etwa 700 Meter vom südlichen Rand der Ortschaft Langebrück entfernt. Das Gelände umfasst eine in seiner Ausdehnung dem Dresdner Altmarkt vergleichbare Fläche von 1,27 ha und wurde 1781/82 als „Neuer Saugarten“ und insgesamt dritte Anlage dieser Art in der Dresdner Heide angelegt. Eine Steinmauer umgibt einen Teil des Saugartens. Am Sternbrückenhübelweg wurde ein noch heute existierendes Steinhaus in der Mauer eingebaut, in dem Jagdgerätschaften gelagert werden konnten.

## Gedenkstätten

### Denkmale

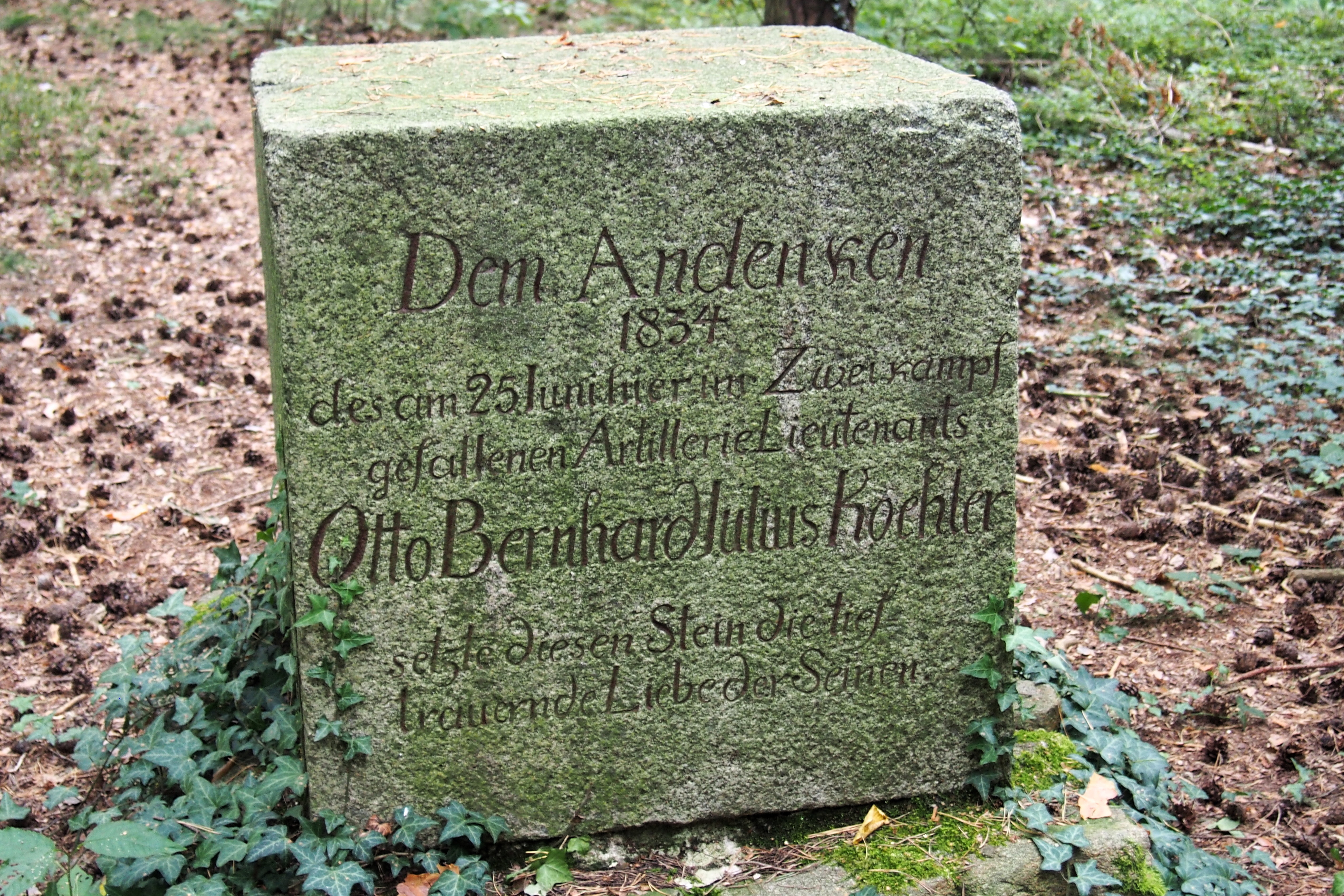
Duellstein

An der Flurgrenze zu Grünberg und Schönborn erinnert der sogenannte Duellstein an den tödlichen Ausgang eines Duells im Jahr 1834. Die Duellanten waren Oberleutnant Alexander Liskow und Leutnant Otto Julius Köhler, der Auslöser soll eine Beleidigung durch Liskow gewesen sein. Köhler wurde tödlich getroffen, Liskow wurde zu einem Jahr Gefängnis auf der Festung Königstein verurteilt. Der Gedenkstein wurde 1835 von der Familie Köhlers gestiftet. Er trägt die Inschrift „Dem Andenken des am 25. Juni 1834 hier im Zweikampf gefallenen Artillerie-Lieutenants Otto Bernhard Julius Koehler setzte diesen Stein die tief trauernde Liebe der Seinen“.
Das Kriegerdenkmal Langebrück befindet sich am Rand der Dresdner Heide. Es wurde 1922 eingeweiht und erinnert an die Opfer des Ortes im Ersten Weltkrieg. Der Sandsteinsockel trägt die Inschrift „Den gefallenen Söhnen Langebrücks“, außerdem sind 95 Namen von gefallenen Soldaten aufgeführt. Auf dem Sockel thront die Skulptur eines brüllenden Löwen. Das Denkmal wurde 1993 saniert.
Am Kannenhenkel in der Dresdner Heide erinnert ein Denkmal an den Landschafts- und Jagdmaler Albert Richter. Ein weiterer Gedenkstein im Ort wurde 1911 vom Langebrücker Turnverein zum Gedenken an Friedrich Ludwig Jahn, den Begründer der deutschen Turnbewegung, gestiftet. An der Ecke Albert-Richter-Straße / Jakob-Weinheimer-Straße erinnert eine Gedenktafel an den Arzt und Schriftsteller Friedrich Wolf, der von 1918 bis 1919 an diesem Ort wohnte.
Daneben gibt es in Langebrück einige Naturdenkmale, wobei die Gruppe der vier Japanischen Hemlocktannen in der Herltstraße 2 im 1,7 Hektar großen Geschützten Landschaftsbestandteil (GLB) Herltscher Dendrologischer Garten steht. Der am nördlichen Gemarkungsrand liegende Quellteich am Försterbach ist als Flächennaturdenkmal ausgewiesen, bei den anderen Naturdenkmalen handelt es sich jeweils um Einzelbäume: Eiche am Brauteich, Sommer-Linde Dresdner Straße 30 nahe dem GLB Lindenallee Dresdner Straße und Schwarz-Kiefer Bergerstraße 10.

### Gedenkbäume

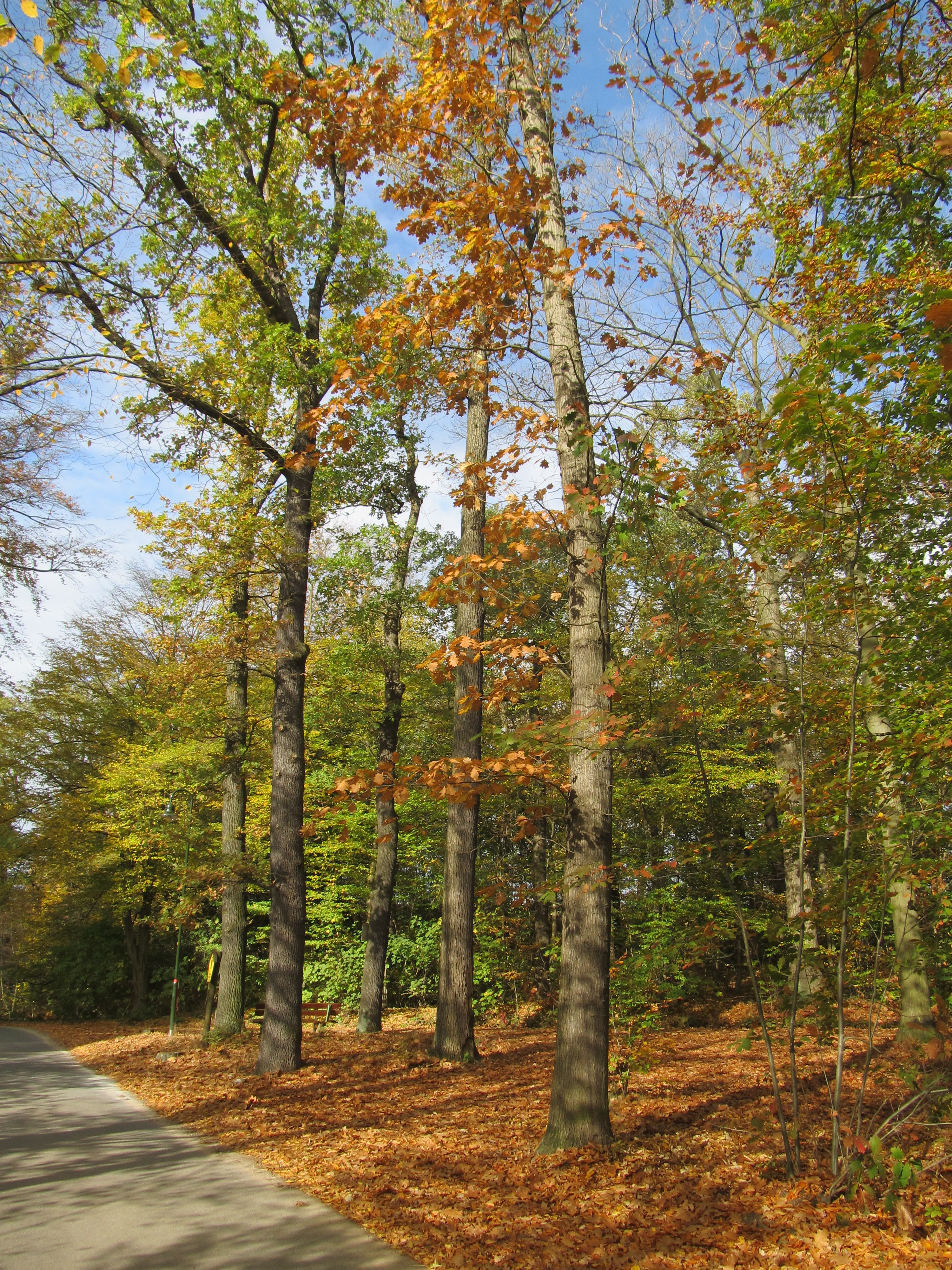
Friedenseichen

In Langebrück befinden sich mehrere Dresdner Gedenkbäume. An der Weißiger Straße pflanzten 1871 der Langebrücker Oberförster Wilhelm Theodor Bruhm und der Forstadjunkt Max Neumeister sieben Eichen, die sogenannten Friedenseichen. Sie erinnern an den Deutsch-Französischen Krieg 1870/71. Neumeister verfasste den Text für die an den Eichen errichtete Gedenktafel: „Große Männer Euch zum Ruhme / wachsen hier im Heiligtume / deutschen Waldes diese Eichen / Eurer Kraft und Taten Zeugen. / im April 1871.“ Die Tafel fiel nach dem Ersten Weltkrieg Vandalismus zum Opfer und wurde 1931 neu angefertigt, ist heute jedoch nicht mehr vorhanden.
Gegenüber der Kirche wurde anlässlich des 400. Geburtstags Martin Luthers am 10. November 1883 eine Luthereiche gepflanzt. Am Fuß der Eiche wurde am 29. Oktober 2017 ein Gedenkstein, gefertigt von einem ortsansässigen Steinmetz, der Öffentlichkeit übergeben. Außer der Eiche wurde am 400. Geburtstag Luthers auch eine Linde am damaligen Schulhaus zu seinem Gedenken gepflanzt. Der genaue Standort dieser Linde ist unter Historikern jedoch heute ungeklärt, da am beschriebenen Ort zwei alte Linden stehen und die Lutherlinde keine Gedenktafel trägt. Zwei weitere Eichen und eine Buche, die ebenfalls zum Gedenken an Luther in Langebrück gepflanzt wurden, sind heute nicht mehr vorhanden.
Die Umweltgruppe Langebrück pflanzte am 3. Oktober 1990, dem Tag der Deutschen Wiedervereinigung, auf dem damaligen Schulgelände die sogenannte Einheitseiche. Aufgrund des Schulneubaus wurde der Baum 2001 auf das Grundstück der Verwaltungsstelle Langebrück auf der Weißiger Straße versetzt.
Anlässlich des 725. Jahrestags der Ersterwähnung Langebrücks wurde im September 2013 am Bürgerhaus die Jubiläumslinde, eine Winterlinde, gepflanzt. Der von der Langebrücker Ortsgruppe des Landesvereins Sächsischer Heimatschutz gestiftete Baum war zunächst Teil des Festumzugs anlässlich des Ortsjubiläums und wurde, nachdem die ursprünglich geplante Stelle an der Festwiese durch das Grünflächenamt der Stadt Dresden abgelehnt wurde, am neu errichteten Bürgerhaus gepflanzt.

## Sonstiges
Der Pianist, Komponist und Dirigent Jean Louis Nicodé gilt in seinem letzten Wohnort Langebrück als berühmtester Bürger. Nach ihm wurde die vormalige Albertstraße in Nicodéstraße umbenannt. Auch der Langebrücker Nicodé-Chor trägt seinen Namen. Die Kunstmaler Albert Richter, Karl Hanns Taeger, Rudolf Trache, Jakob Weinheimer und Max Schaberschul sowie der Arzt und Schriftsteller Friedrich Wolf lebten zeitweilig ebenfalls in Langebrück. Auch nach ihnen wurden Straßen im Luftkurort benannt. Durch den Zuzug der vielen Künstler, Wissenschaftler und Industriellen gab es im Ort ein reges Vereinsleben. Die Bekanntheit Langebrücks wurde 1907 mit der Bezeichnung „Luftkurort“ in den deutschen Bäderbüchern geführt.

## Persönlichkeiten

### Söhne und Töchter Langebrücks
- Willem Baron Michiels van Kessenich (1902–1992), niederländischer Politiker
- Gottfried Stiehler (1924–2007), deutscher Philosoph
- Siegfried Wünsche (1916–2000), Motorradrennfahrer

### Persönlichkeiten, die mit Langebrück in Verbindung stehen
- Conrad Brüne (1853–1931), Braumeister und Direktor der Radeberger Exportbierbrauerei
- Carl von Haase (1844–1913), Kunstmaler
- Hugo Hickmann (1877–1955), Politiker und Mitbegründer der sächsischen CDU nach dem Zweiten Weltkrieg
- Hugo Woldemar Hickmann (1841–1922), Pfarrer und Gründer des ersten Kindererholungsheims Deutschlands
- Max Heinrich Hirschnitz (1866–1947), Verbandssekretär der Konsumgenossenschaften im Königreich Sachsen
- Rosso Majores (1911–1996), Maler, Grafiker, Kunstpädagoge, Nationalpreisträger
- Jean Louis Nicodé (1853–1919), Komponist, Dirigent, Pianist und Musikpädagoge
- Max Radestock (1854–1913), Erster Vorsitzender des Zentralverbandes deutscher Konsumvereine ab 1903
- Albert Richter (1845–1898), Kunstmaler
- Karl Hanns Taeger (1856–1937), Kunstmaler der Dresdner Heide, Lehrer an der Kunstakademie Dresden
- Rudolf Trache (1866–1948), Maler und Zeichner in Dresden und Langebrück
- Jakob Weinheimer (1878–1962), Kunstmaler, Radierer und Designer
- Friedrich Wolf (1888–1953), Arzt und Schriftsteller
- Max Schaberschul (1875–1940), Kunstmaler
- Karl Gottfried Stiehler (1822–1911), Steuereinnehmer, Erbauer der Langebrücker Stiehlerstraße[15]